# Az Amerikai Egyesült Államok földrajza
Az Amerikai Egyesült Államok név alatt az Észak-Amerikában fekvő 48 központi állam (illetve a Columbia Kerület, mely egyik államhoz sem tartozik), a szintén észak-amerikai Alaszka, és a Csendes-óceán központi részén elhelyezkedő Hawaii mellett az ország társult államait is értjük. Szárazföldön Kanadával és Mexikóval határos, emellett tengeren Oroszországot, Kubát és a Bahamákat határolja. Kanada és az USA határa a világ leghosszabb két ország közötti határa.

## Területe
1989-től 1996-ig az ország területe hivatalosan 9 372 610 km² volt, 1997-ben azonban ez a szám 9 629 091 km²-re nőtt, ugyanis a felméréskor az ország területéhez a partmenti vizeket és a Nagy-tavak vízfelületének az Egyesült Államokhoz tartozó részét is hozzászámították. 2004-ben 9 629 091 km²-re, 2006-ban pedig 9 631 420 km²-re becsülték az USA területét. A CIA World Factbook jelenleg 9 826 675 km²-t ad meg az ország területének. Az Encyclopædia Britannica  9 522 055 km²-nek adja meg ugyanezt a számot. A fentebbi források azonban nem számítják az ország területéhez a társult államokat.
Csak a földterületét tekintve a harmadik legnagyobb ország a Földön, ha Kína egyes követeléseit a Himalájában nem tekintjük az ország részének.

## Domborzat
Az ország terjedelmes, központi részét alkotó folyók által szabdalt síkság keleten a Kaledóniai-, Variszkuszi-hegységrendszerhez tartozó Appalache-hegységbe megy át, melyet végül a Parti-síkság vált föl. Északon a Nagy-tavak medencéje, délen a Mexikói-öböl képezi a terület határát. Nyugaton az alföldet fokozatosan a Préri tábla 2000 m magasságig emelkedő pusztasága váltja fel. A Prérit nyugatról határoló Sziklás-hegység, mély kanyonokkal tarkított, dél felé haladva sivatagosodó vidéke uralja a tájat. Az ország legmagasabb pontja az alaszkai Mount McKinley 6194 méteres magasságával, a törzsterület legmagasabb csúcsa a 4418 méteres Mount Whitney (Kalifornia).

## Éghajlat
A nagy területének és változatos földrajzának köszönhetően nagy különbségek fedezhetőek fel az ország egyes régióinak éghajlatai között. Például amíg Alaszka északi része tundraéghajlatú, addig Hawaii jellemzően trópusi.
Az USA területén valaha mért legalacsonyabb hőmérsékletét Észak-Alaszkában mérték, mintegy −62,2 °C-ot, ugyanakkor a szintén USA-beli Death Valley Nemzeti Parkban állt fel a legmagasabb hőmérséklet világrekordja, megközelítőleg 58 °C.